# دینارانی
دینارونی یکی از چهار باب هفت لنگ از ایل لرتبار بختیاری است. باب دینارانی بر مبنای اتحاد طوایفی است که منشأهای گوناگون داشته و به واسطه محل سکونتشان در «کوه دیناران» در شهرستان اردل بدین نام خوانده می‌شوند.

## تقسیمات
دینارانی باب شامل طوایف زیر می باشد :
طایفه اورک
طایفه لجمیر اورک
طایفه نوروزی
طایفه گوروئی
طایفه سهید
طایفه عالی محمودی
طایفه بویری
طایفه کور کور (زراسوند)
طایفه سرقلی
طایفه بندونی
طایفه شالو
طایفه بویر بندانی

## تاریخچه
طوایف باب دینارانی در زمان ملامحمدخان قمه طلا و به فرماندهی ایشان به عنوان یک باب در بختیاری دست به اتحاد زدند و از متحدین محمد تقی خان چهارلنگ بودند، که بعد از کشته شدن محمدخان قمه طلا برای حفظ هویت خود در برابر حسینقلی خان ایلخانی (حسینقلی خان دورکی زراسوند) اتحاد خود را حفظ کردند.

## محل سکونت
محل اصلی سکونتشان در دهستان دیناران در شهرستان اردل از توابع استان چهارمحال و بختیاری و می‌باشد.